# Dandiya

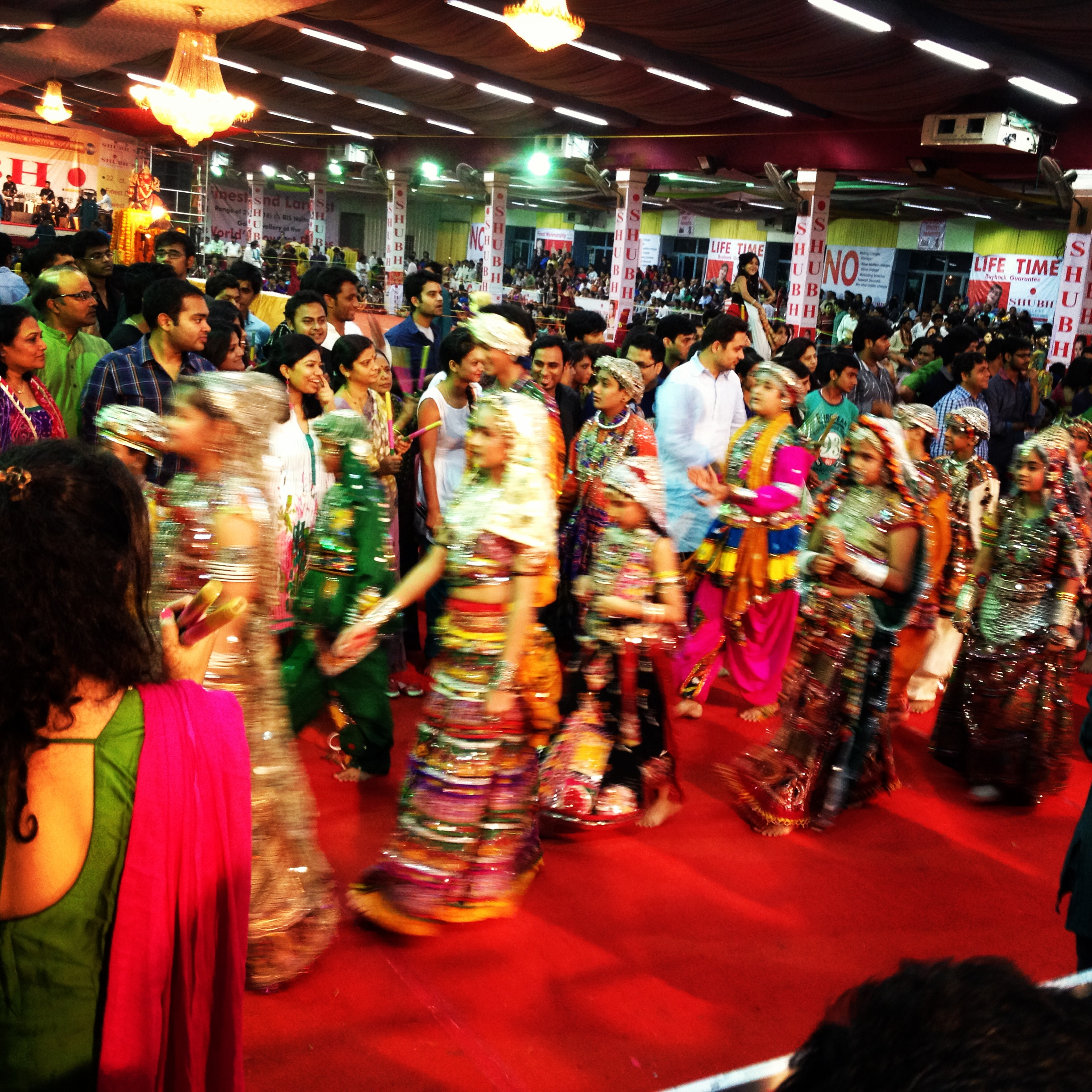
Dandiya framförd av barn

Dandiya, eller Dandiya Raas, är en indisk dans som Tillsammans med dansen Garba framförs vid den hinduiska festen Navrati i norra Indien. Dansen har sitt ursprung i Gujarat. Navaratri är den längsta hinduiska festivalen som firas i hela Indien i över nio dygn för att prisa Rama och gudinnan Durga från slutet av september till tidiga oktober.